# Stadion Lekkoatletyczno-Piłkarski im. Marszałka Józefa Piłsudskiego
Stadion Lekkoatletyczno-Piłkarski im. Marszałka Józefa Piłsudskiego (inna nazwa: Stadion MOSiR, także Stadion Broni) – stadion piłkarsko-lekkoatletyczny w Radomiu (osiedle Planty), zlokalizowany przy ulicy Narutowicza 9. Domowy obiekt Broni Radom.
Kompleks sportowy przy ulicy Narutowicza w Radomiu został wybudowany w czynie społecznym przez pracowników Państwowej Wytwórni Broni i oddany do użytku w 1931 r. W jego skład wchodziło boisko piłkarskie, tor kolarski, korty tenisowe, bieżnia lekkoatletyczna i odkryty basen pływacki. Najpierw ukończono tor kolarski, na którym zawody rozgrywano już w 1930 r.. W 1979 r. obok stadionu wybudowano halę widowiskowo-sportową.
We wrześniu 2010 r. rozpoczęła się budowa nowego stadionu w miejscu poprzedniego. Pierwszym etapem była rozbiórka starych trybun oraz demontaż betonowego toru kolarskiego. Rozebrano również - działające do końca 2009 r. - korty tenisowe, w których miejscu usytuowano główne wejście na nowo wybudowany obiekt. Głównym wykonawcą inwestycji było konsorcjum firm Ro.Sa Bud i Romines. Główne roboty zakończono w sierpniu 2012 r., do stycznia 2013 r. trwały drobne prace wykończeniowe. Efektem końcowym był stadion z dwiema w pełni zadaszonymi trybunami o łącznej pojemności 4066 miejsc siedzących i sztucznym oświetleniem o natężeniu 500 luksów, zamontowanym na niewielkich oprawach na dachu. Boisko piłkarskie okala tartanowa 400-metrowa bieżnia lekkoatletyczna z ośmioma torami (na prostej 9 torów) oraz urządzenia lekkoatletyczne (rzutnie i skocznie). Obiekt posiada homologację PZLA i umożliwią rozgrywanie zawodów rangi World Athletics. Pod trybuną B znajduje się hala rozgrzewkowa o nawierzchni tartanowej (bieżnia 5-torowa, długości 80 m), bez trybun, zakończona piaskownicą do skoku w dal oraz zeskokiem do trójskoku, skoku wzwyż i skoku o tyczce. 17 sierpnia 2012 stadion został udostępniony do zwiedzania, a dzień później zorganizowano na nim inauguracyjną imprezę sportową – I Otwarte Mistrzostwa Radomia w Lekkiej Atletyce. 25 sierpnia 2012 pierwsze oficjalne spotkanie na nowym obiekcie rozegrali piłkarze Broni Radom, pokonując 3:1 Włókniarza Zelów w meczu 3. kolejki III ligi grupy łódzko-mazowieckiej sezonu 2012/2013. W 2019 r. zorganizowano na nim 95. edycję mistrzostw Polski seniorów w lekkoatletyce.
W związku z rozbiórką stadionu im. Braci Czachorów w Radomiu i budową w jego miejscu nowego kompleksu sportowego, od sierpnia 2015 r. do października 2020 r. na obiekcie przy ulicy Narutowicza 9 niektóre spotkania w roli gospodarza rozgrywali piłkarze Radomiaka Radom, a od października 2020 r. do końca sezonu (2022/2023) rozgrywali na nim wszystkie domowe mecze.

Kibice Broni Radom na meczu domowym swojej drużyny

Po ośmiu latach od otwarcia stadion przeszedł pierwszą rozbudowę. W listopadzie 2020 r., kosztem 3,27 mln zł, zakończono montaż nowego sztucznego oświetlenia o natężeniu 2000 luksów, zamontowanego na czterech nowych masztach o wysokości 35 metrów każdy, dzięki czemu całkowite natężenie oświetlenia wzrosło do 2500 luksów i umożliwia przeprowadzanie transmisji telewizyjnych wysokiej rozdzielczości (HD).